# Minami-Torishima

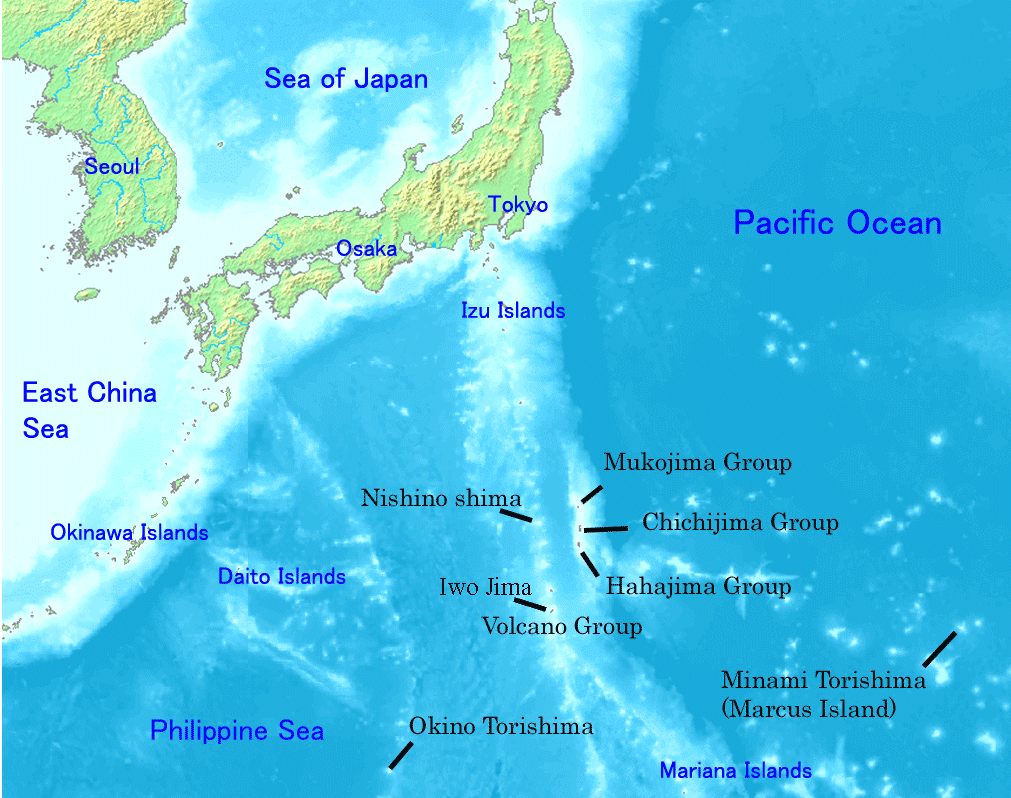
områdeskarta

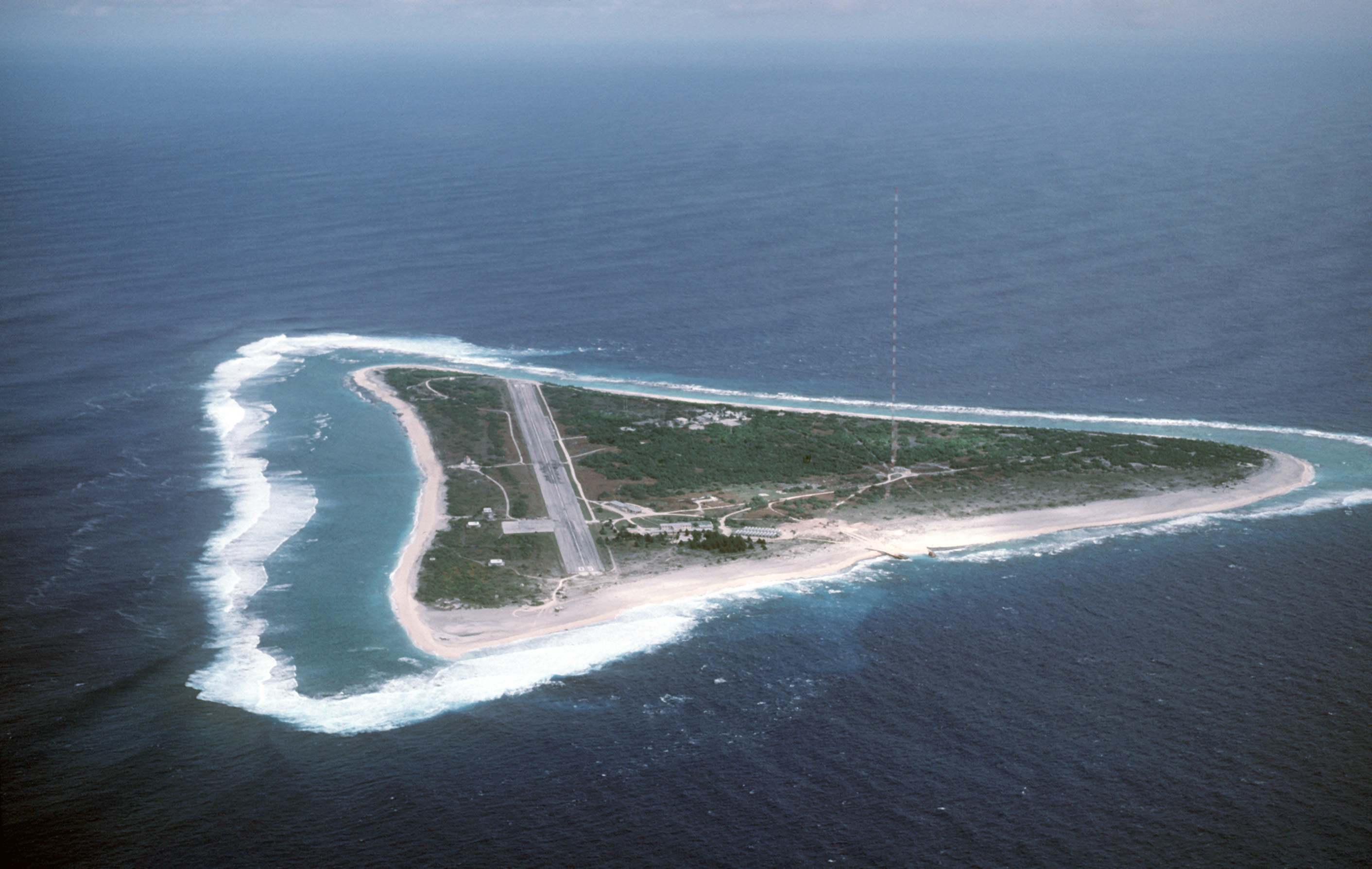
Minami-Torishima

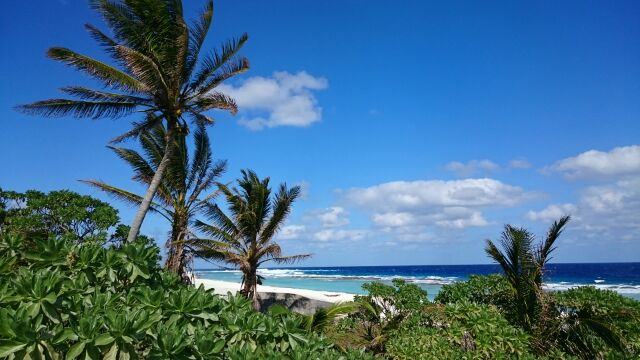
Stranden på Minami-Torishima

Minami-Torishima eller Marcusön, (japanska: 南鳥島?, Minamitorishima), ”Södra Fågelön”, är en ö i nordvästra Stilla havet. Minami-Torishima tillhör Japan och är en av Japans ytterpunkter.

## Geografi
Minami-Torishima ligger i nordvästra Stilla havet cirka 2 000 kilometer sydöst om Tokyo och cirka 1 400 kilometer öster om Iwo To och cirka 1 350 km sydöst om Honshu. Närmaste landområde är ön Farallon de Pajaros cirka 1.021 km sydväst bland Nordmarianerna. Ön utgör nationen Japans östligaste punkt.
Ön är en korallö med en yta på ca 1,5 km². Ön är triangelformad med en längd på ca 300 m. Den högsta höjden är på endast ca 9 m.ö.h. och ön omges av ett rev. Minami-Torishima saknar bofast befolkning men det finns personal från Japans självförsvarsstyrkor (Jieitai) och Japans meteorologiska institut (Kishō-chō) stationerade på ön.
Förvaltningsmässigt utgör ön en del av Ogasawaraöarna.

## Historia
Ön upptäcktes möjligen redan 1543 av spanska sjöfarare. 1864 siktades den av kapten Charles W. Gelett på fartyget "Morning Star" från Hawaii. Ön utforskades lite 1874 av det amerikanska forskningsfartyget "USS Tuscarora" under kapten Georg Belknap och 1880 av franska fartyget "Eclai-leu" under kapten Folny.
1879 besöktes ön av japanske Saito Kizaemon och Japan annekterar ön formellt den 19 juli 1898. Från 1889 gör även USA anspråk på ön från år. Från 1896 utvinns guano på ön under några år.
Under andra världskriget gjordes ön 1941 till en japansk militärbas och ett flygfält byggdes på ön. Ön anfölls av det amerikanska flygvapnet 1942 och i september 1943 dock utan att landstigningsförsök gjordes. Ön ockuperades först efter krigsslutet. Den 26 juni 1968 återgick Minami-Torishima till japansk överhöghet.
Sedan år 1964 driver den amerikanska kustbevakningen (U.S. Coast Guard) en LORAN-C sändare, en radiostation inom LORAN-navigationssystemet (LOng RAnge Navigation), på Minami-Torishima. Den 411 m höga radiomasten var fram till 1985 bland de högsta byggnaderna i Stilla havet. Idag är masten ombyggd till ett 213 m högt sändartorn. 1993 övertog Japan driften av stationen. 2009 lades stationen ned.